# Wahmstraße

Der Verlauf der Wahmstraße (rot markiert)

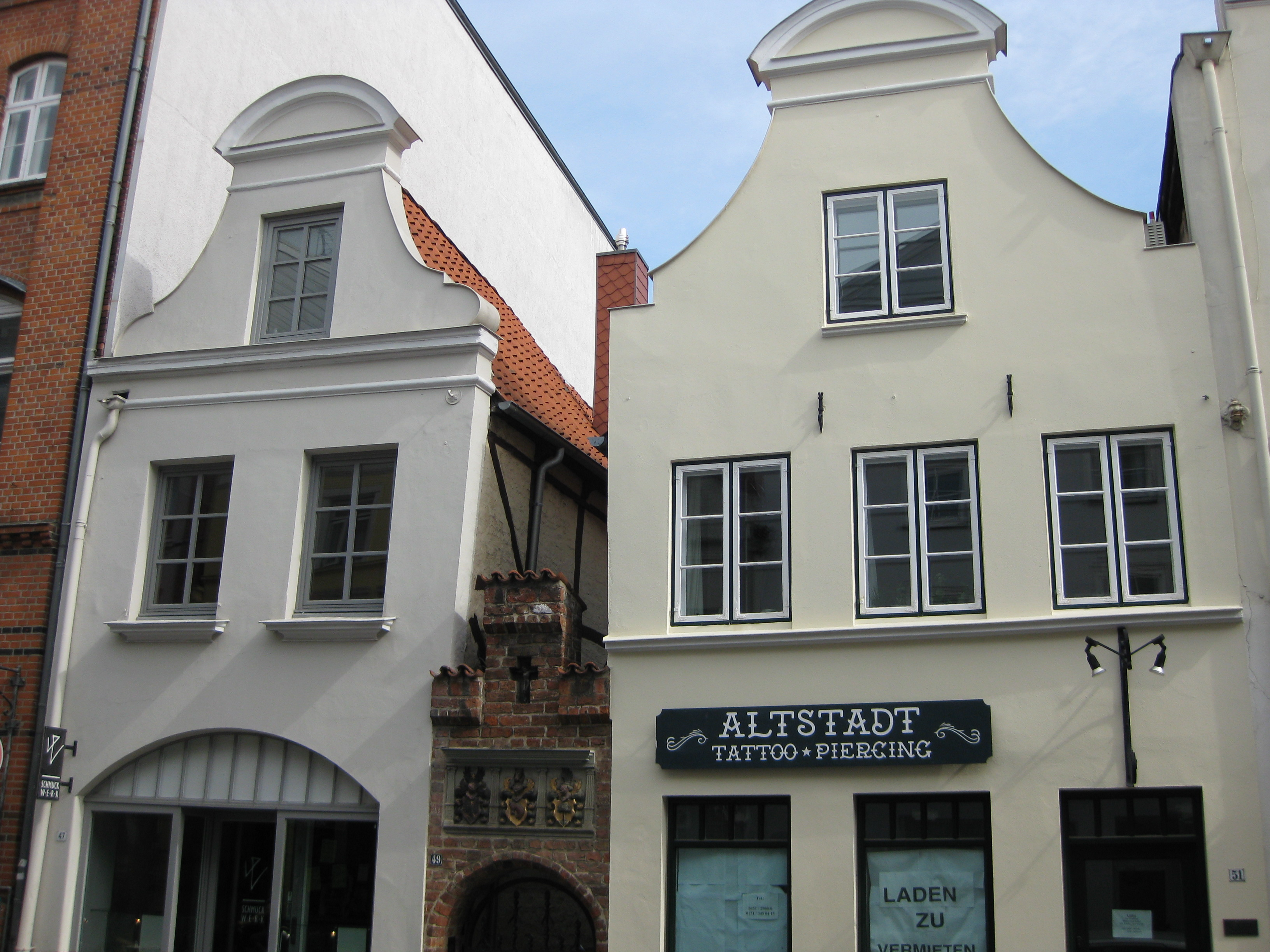
Bruskows Gang (Wahmstraße 49)

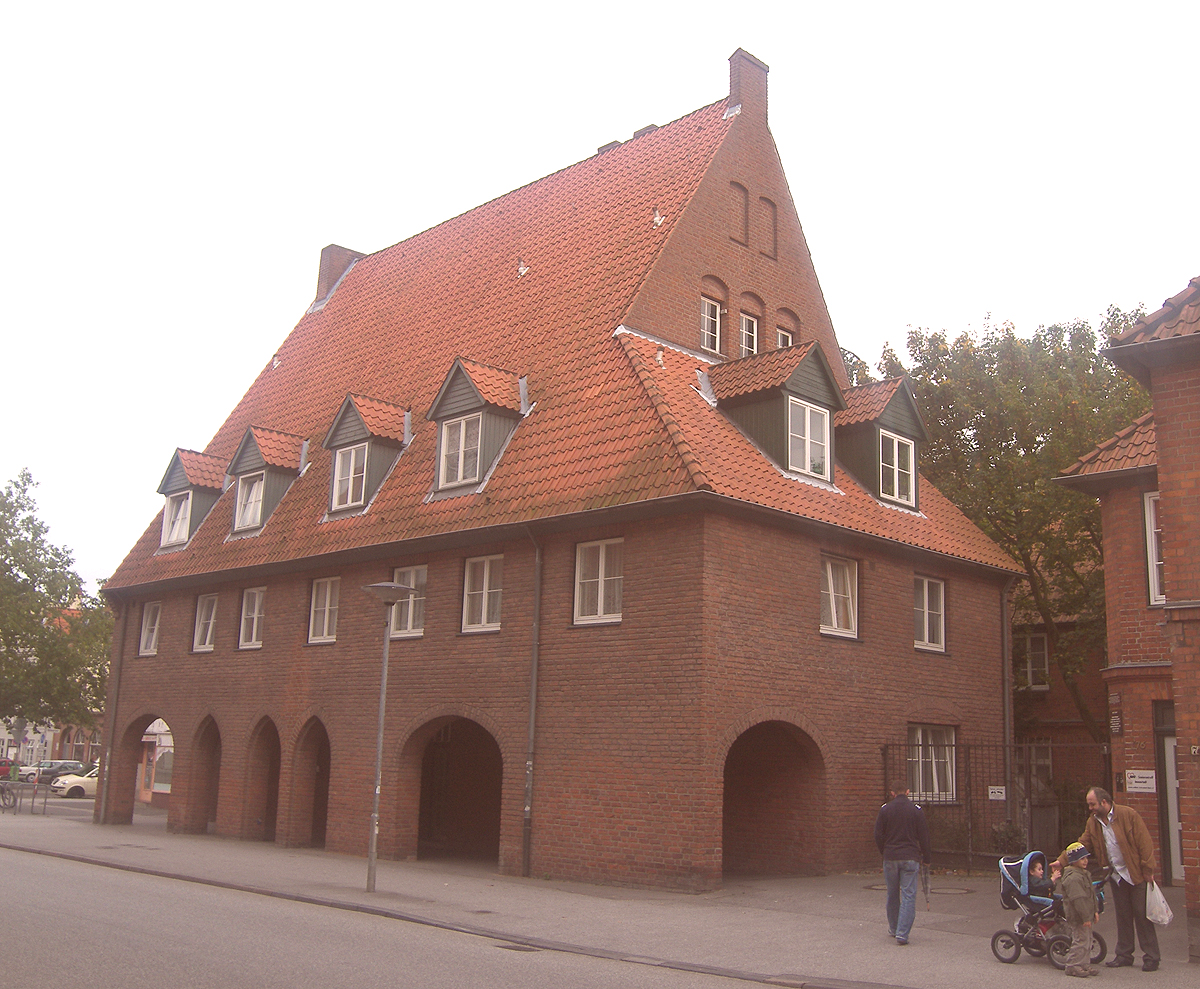
Blick auf den Birgittenhof (Wahmstraße 74–86). 1980 wurde in diesem Gebäude die Tochter von Marianne Bachmeier ermordet.

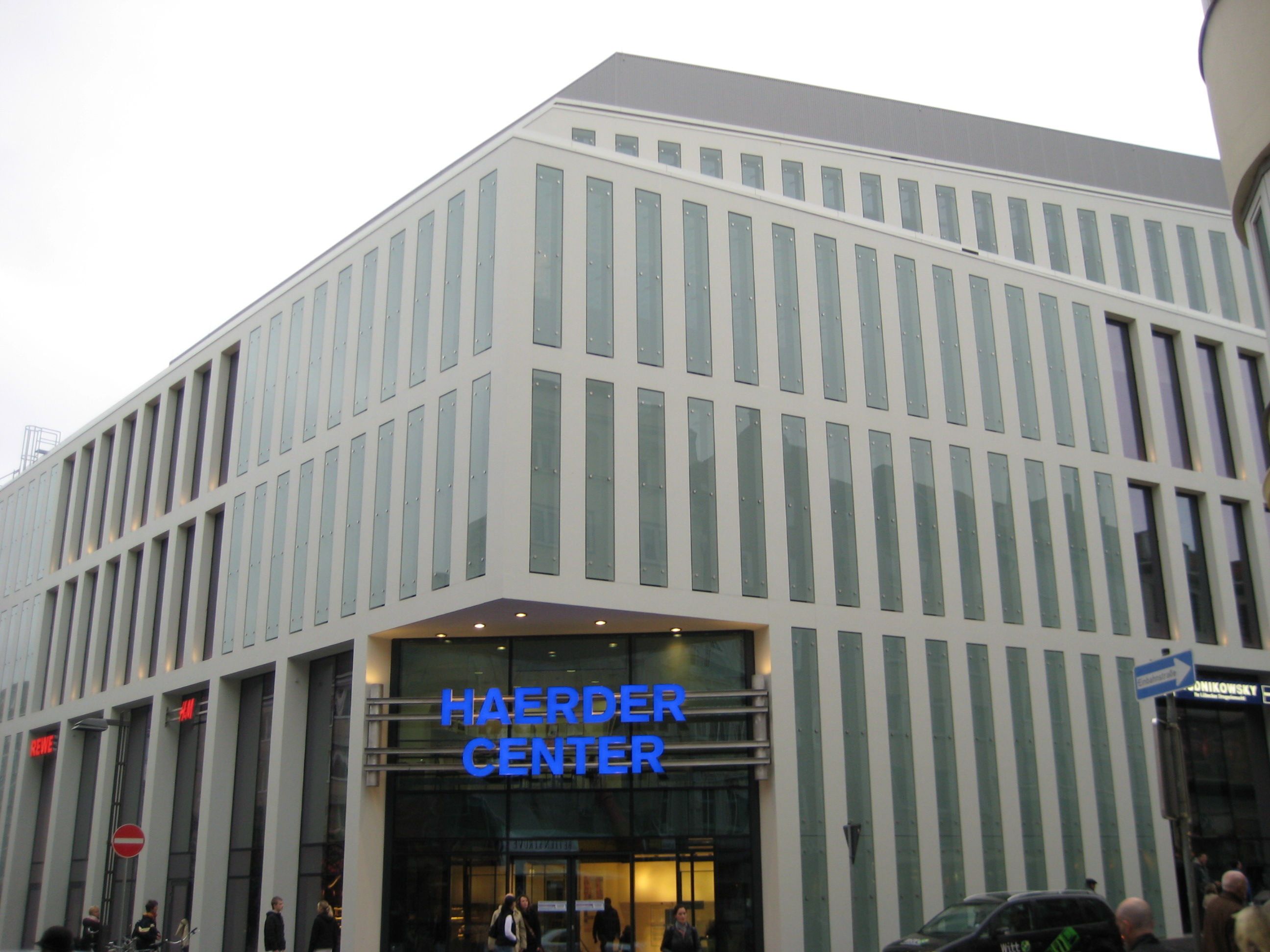
Kaufhausneubau, 2008 fertiggestellt

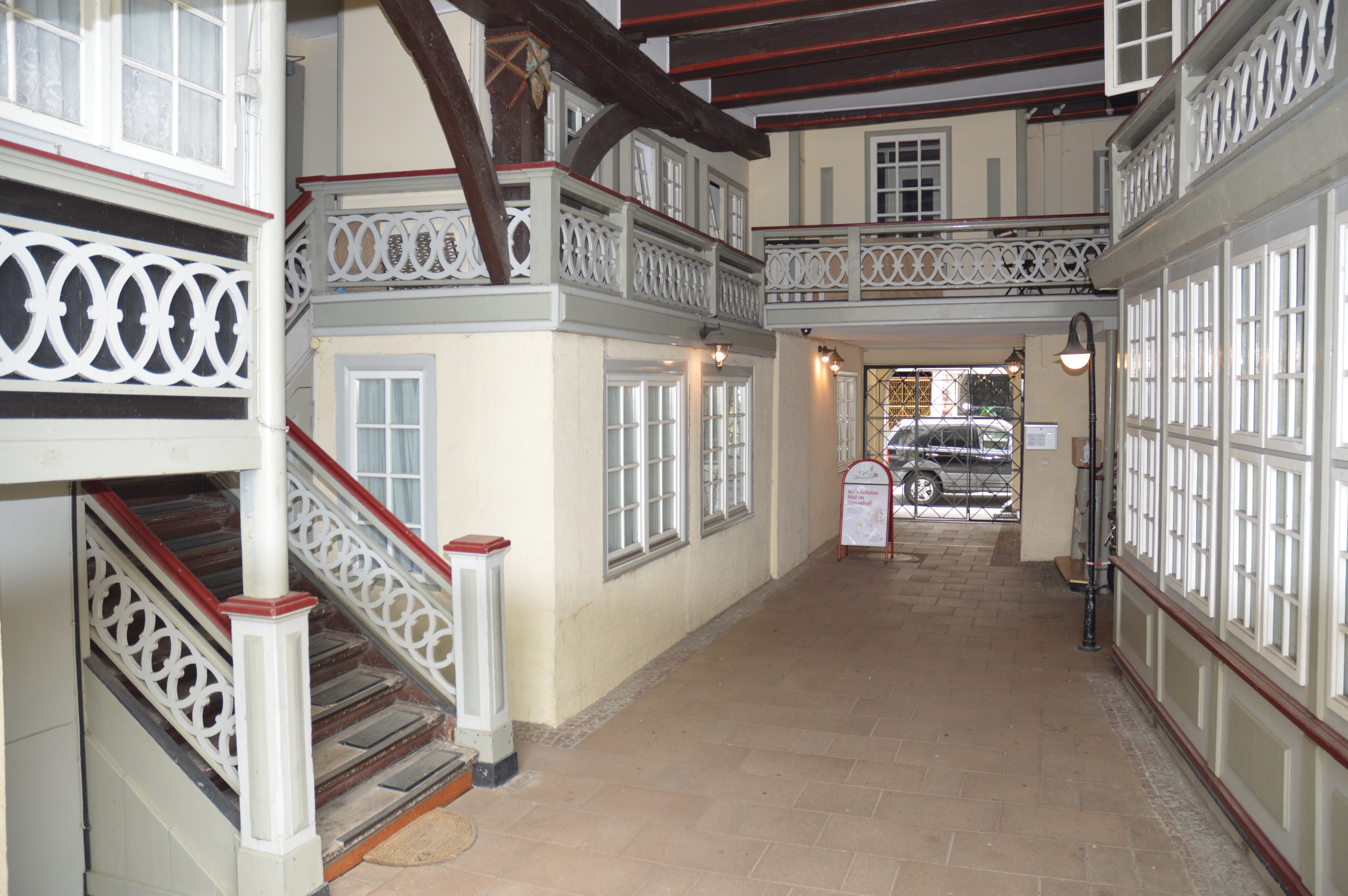
Diele des ehemaligen Brauhauses in der Wahmstraße 37. Um 1900 standen hier noch Braubottiche und Kühlschiffe.

Die Wahmstraße (1259 lat. platea aurigarum) im Johannis Quartier ist eine wichtige Ost-West-Verbindung der Lübecker Altstadt und Bestandteil des als Weltkulturerbe geschützten Flächendenkmals.

## Verlauf
Die Wahmstraße, die 1259 noch „platea aurigarum“ hieß und erst 1852 nach vielen Änderungen ihren heutigen Namen erhielt, beginnt als Verlängerung der Holstenstraße am Kohlmarkt auf Höhe der Breiten Straße und Sandstraße. Im oberen Teil zwischen der Breiten Straße und der Königstraße stellt sie sich aufgrund der Stadtplanung des Wiederaufbaus nach dem Zweiten Weltkrieg außergewöhnlich breit und für Lübecker Verhältnisse fast platzähnlich dar und zählt hier zu den hervorgehobenen Lübecker Einzelhandelslagen.
Die untere Wahmstraße bis zu ihrer Verlängerung, der Krähenstraße, führt als Ost-West-Achse des ÖPNV auf der Rehderbrücke in den Wallanlagen über den Elbe-Lübeck-Kanal und die Moltkestraße nach Osten aus der Innenstadt heraus. Dieser Teil ist nur im unteren Teil zur Krähenstraße hin durch den Bombenangriff im März 1942 schwer betroffen worden, was die Möglichkeit schuf, die Krähenstraße so zu verlagern, dass sie seither eine direkte Verlängerung der Wahmstraße darstellt.
Im Zuge des Neubaus eines Einkaufszentrums auf dem Grundstück des ehemaligen Kaufhauses Haerder wurde mit Fertigstellung im Jahr 2008 die obere Wahmstraße durch einen Überbau verengt und ihrer ursprünglichen Straßenbreite wieder angenähert.
In den neuen Gebäudekomplex 43–45 zog 1897 das Handelshaus A. Behn & Sohn. Dieses, in der dritten Generation von Senator Georg Arnold Behn geleitete Geschäft war das größte Geschäft seiner Branche am Platze und in allen Teilen Norddeutschlands. Besonders im Elbgebiet, aber auch in west- und süddeutschen Reichsteilen hatte sich die Firma bereits einen hochangesehenen Namen erworben. Die Benennung des Gebäudekomplexes, „Neue Rösterei“, verweist noch heute darauf.
Auch das Haus mit der Nummer 37 erfährt durch die Lübecker Geschichte besondere Erwähnung. Nachdem die Wahmstraße um 1400 durch die Brauerwasserkunst an das damalige, hölzerne Wassernetz angeschlossen wurde, war damit die Voraussetzung für die Ansiedlung des Brauereigewerbes geschaffen. Hinricus Eddeler baute 1403 das Haus zur Brauerei um. Nach einem Großfeuer ließ es der Brauer Baltzer Lütken 1557 wieder aufbauen und an der Fassade die heute noch sichtbare Hausmarke mit seinen Initialen sowie 24 Terrakotten aus der Werkstatt von Ratsziegelmeister Statius von Düren anbringen. Nach diesem Umbau ist das Haus eines der größten in Lübeck gebauten Brauhäuser. Er nutzt das Haus „för dat Bruwerck von dem Witte-Bier“. In dieser Zeit gab es immerhin 18 Brau- und 3 Malzhäuser in der Wahmstraße. 1788 wird es in einer Verkaufsanzeige wie folgt beschrieben: „Ein großes Haus, hinuntergehend links, vor wenigen Jahren neu ausgebaut, mit großer Diele, Küche, Saal, 5 große Böden, davon 3 in Brandmauern, mit laufendem Kunstwasser vor der Thüre, grossen Raum, Steinhof und Garten, der Malz- und Honigsiederei-Gerechtigkeit.“ Genutzt wird die große Braudiele durch den letzten, hier ansässigen Brauer Carl Joh. Heinrich Westfehling bis 1907 zum Brauen von Braunbier. Ihm ist es auch zu verdanken, dass der Modelleur Adolf Fasel ein Modell des Hauses (mit Einblick in die Braudiele) im Maßstab 1:20 anfertigen durfte, das bis heute zum Bestand des St.-Annen-Museums gehört. In der frei zugänglichen Diele sind noch große Teile der verzierten Treppenanlage und der mit Cherubinen beschnitzte Hausbaum erhalten.

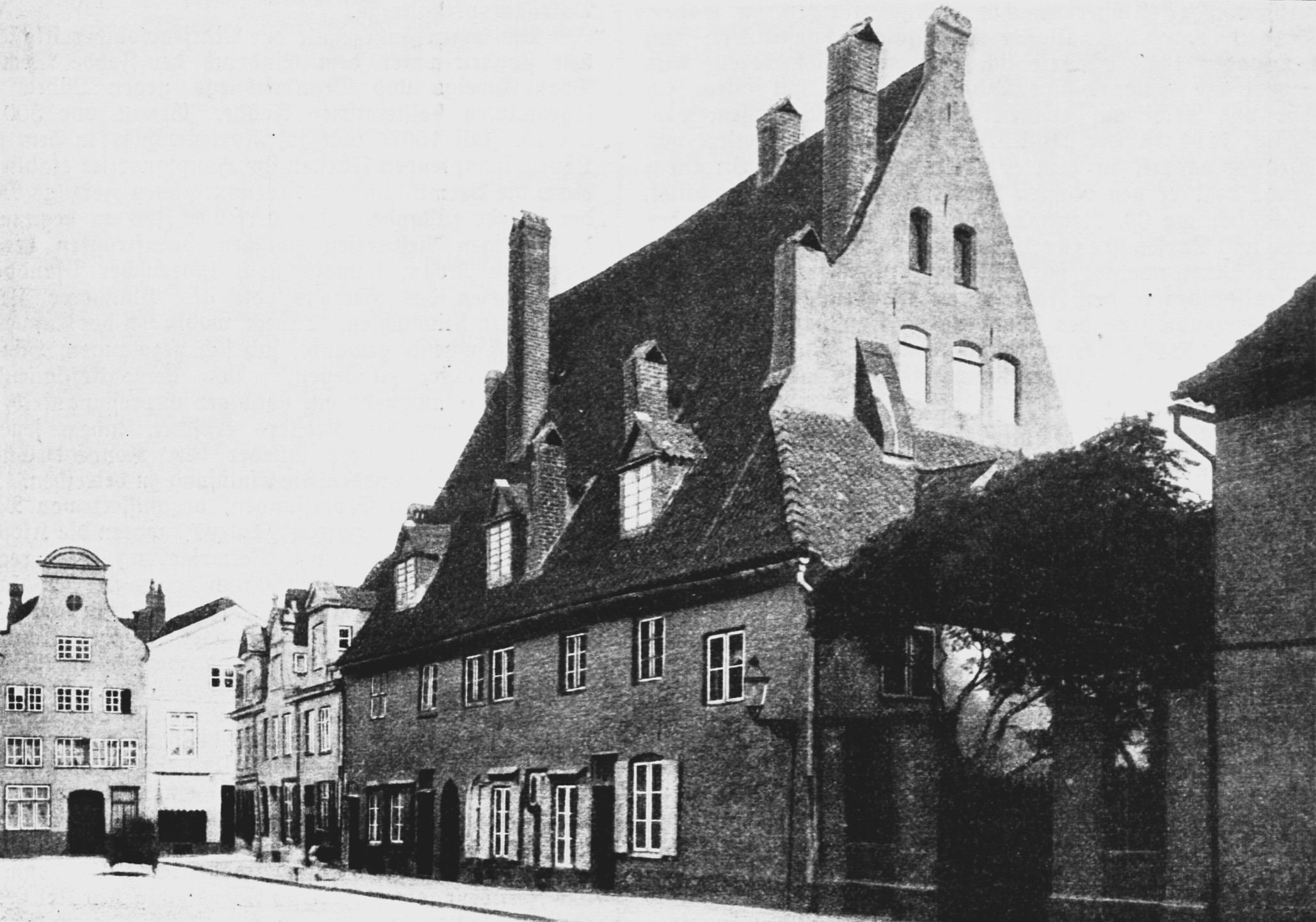
Stammhaus des Brigittenhofes zu Lübeck (1907)
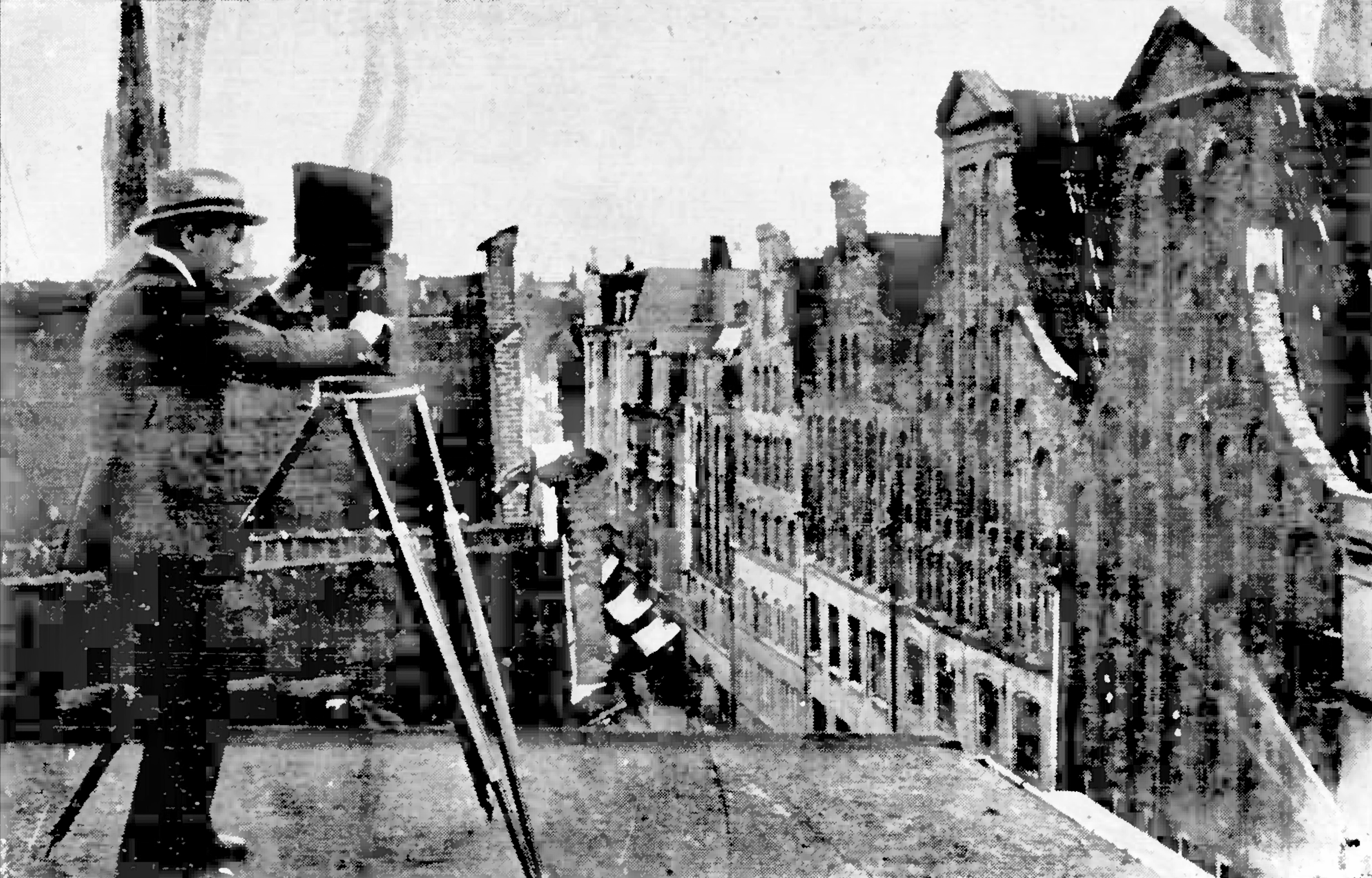
Operateur der DLG bei der Aufnahme der für die Stadt charakteristischen Giebelhäuser (1919)
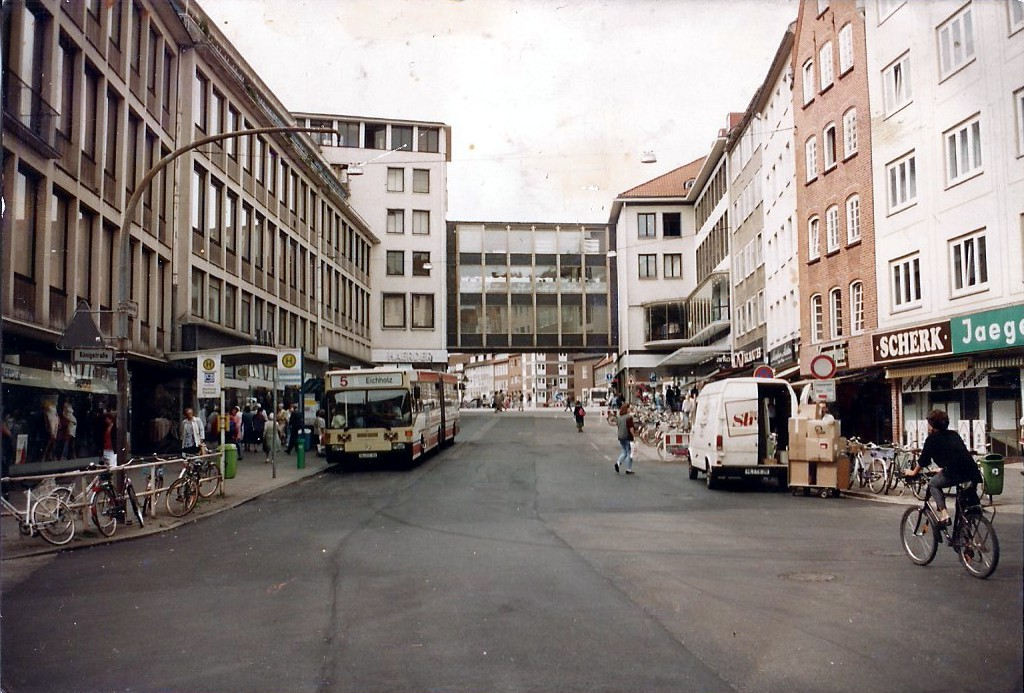
Blick in die obere Wahmstraße (1992)

## Gebäude unter Denkmalschutz
Unter Denkmalschutz stehen die Gebäude der unteren Wahmstraße 28, 34, 46 (Durchgang, siehe Lübecker Gänge und Höfe), 54–62, 70, 74–86 gerade (Birgittenhof) und 29–37, 49–55, 69–77.

## Gänge und Höfe
Von der Wahmstraße gehen oder gingen folgende Lübecker Gänge und Höfe ab (nach Hausnummern):
- 37: Hansehof
- 46: Durchgang
- 49: Bruskows Hof
- 59: Neunbuden Gang (abgängig)
- 65: Kramers Gang (abgängig)
- 75: von Höveln Gang
- 76–86: Brigittenstift

## Persönlichkeiten
Die Schriftstellerin Therese Deecke (geborene Struve, 1844–1916) wurde in der Wahmstraße geboren. Sie heiratete 1861 den Sprachforscher und Lehrer Wilhelm Deecke (1831–1897). Der Geologe Wilhelm Deecke (1862–1934) war das älteste der drei gemeinsamen Kinder.